# 安哈尔特-哈茨格罗德
安哈爾特-哈茨格羅德（德語：Fürstentum Anhalt-Dornburg）是神聖羅馬帝國的一個小型親王國，由阿斯坎尼家族統治，其首府位於今德國薩克森-安哈爾特的哈茨格羅德。1635年，安哈爾特-貝恩堡被瓜分，克里斯蒂安一世的幼子腓特烈成為首位安哈爾特-哈茨格羅德親王。1709年，腓特烈的兒子威廉·路德維希去世無嗣，導致統治家族滅亡，安哈爾特-哈茨格羅德重新與安哈爾特-貝恩堡統一。

## 歷史

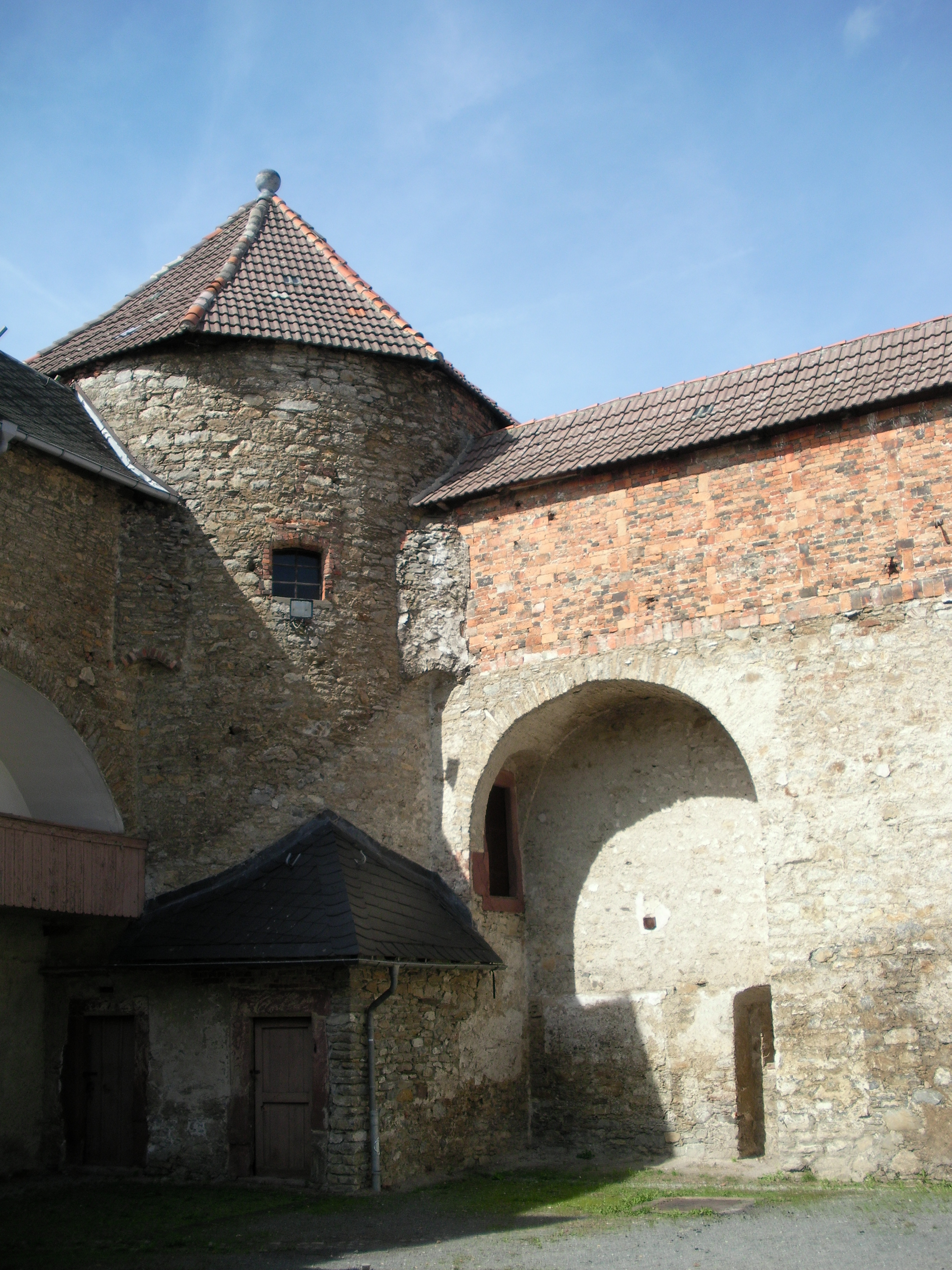
哈茨格羅德城堡

自1603年克里斯蒂安一世與其兄弟聯手將統一的安哈爾特親王國瓜分以來，他一直統治著貝恩堡。他皈依了加爾文主義，並於1608年以普法爾茨選帝侯腓特烈四世的副手身份，與新教諸侯們共同建立了新教聯盟。在三十年戰爭初期，他替腓特烈之子腓特烈五世率領波希米亞軍隊參加了1620年的白山戰役，結果卻是災難性的慘敗。他被暫時處以王室禁令並被流放到瑞典，直到1624年才能夠返回貝恩堡。
克里斯蒂安一世於1630年逝世; 他的幼子腓特烈與長子克里斯蒂安二世當時也都參與了戰爭。腓特烈在瑞典軍隊中服役，直到1635年新教薩克森選侯國約翰·格奧爾格一世與哈布斯堡王朝皇帝斐迪南二世達成布拉格和約後才復員。回到安哈爾特後，腓特烈與兄長於同年十二月達成協議，將父親的遺產瓜分：克里斯蒂安二世繼位為安哈爾特-貝恩堡親王，而腓特烈則獲得了剛被大火摧毀，位於安哈爾特-貝恩堡最西端的哈茨格羅德地區，以及位於哈茨山脈的金特斯貝格等地。故此，他的領地內包括阿斯坎尼家族於古薩克森公國時代屬於「施瓦本大區」（Schwabengau）的家族發源地，以及家族所建，當時已成為廢墟的安哈爾特城堡等等。
在後續無間斷的戰爭中，腓特烈親王再在黑森-卡塞爾伯爵威廉五世的軍隊中服役。最終，在哥哥的敦促下，他於1641年返回哈茨格羅德，並於次年與拿騷-哈達馬爾親王約翰·路德維希（John Louis of Nassau-Hadamar）的女兒約翰娜·伊利沙伯（1619年-1647年）結婚。腓特烈在最終結束戰爭的威斯特伐利亞和約簽訂後，盡力減輕戰爭對他這個小親王國的影響，以及為國家的重建作出了巨大的努力。他的表兄安哈爾特-德紹親王約翰·卡西米爾於1660年去世後，他成為所有安哈爾特領地中最年長資深的親王。
1670年腓特烈的獨子威廉繼承了親王爵位。他繼承了父親的事業，致力於哈茲山脈地區的銀礦（方鉛礦）開發。他曾與索爾姆斯-勞巴赫伯爵阿爾布雷希特·奧托二世的女兒伊麗莎白·阿爾貝蒂娜（Elizabeth Albertina，1631年-1693年）和拿騷-迪倫堡親王海因里希的女兒索菲·奧古斯塔（Sophia Augusta，1666年-1733年）結婚，但均無子嗣。威廉·路德維希於1709年去世，安哈爾特-哈茨格羅德由其表兄，安哈爾特-貝恩堡親王維克多·阿瑪迪斯（1666年-1733年）所繼承。

## 安哈爾特-哈茨格羅德親王
- 腓特烈 1635年–1670年
- 威廉·路德維希 1670年–1709年

併入安哈爾特-貝恩堡